# CheckNow
CheckNow ist ein von der Schufa eingesetztes Verfahren, mit dem die Firma sich Zugriff auf die Kontoauszüge möglicher Schuldner verschafft. Das System soll eine Ergänzung des Schufa-Scores ermöglichen. Obwohl nach Angaben der Schufa (Stand November 2020) keine Kontoauszugsdaten dauerhaft gespeichert würden, räumt die vom Verbraucher abgegebene Einwilligung der Schufa u. a. das Recht ein, diese Daten ein Jahr lang zu speichern und sie für eigene Produkte zu benutzen.
Nach Angaben der Schufa würden sich in Kontoauszügen 65 Kategorien erkennen lassen, z. B. Gehalt, staatliche Leistungen, Unterhaltszahlungen, Ausgaben für Heimwerken und Garten, aber auch „Risikofaktoren“ wie Glücksspiel oder Zahlungen an Inkassounternehmen.
Das Verfahren wird vom Bayerischen Landesamt für Datenschutzaufsicht überprüft.
Am 24. März 2021 wurde die Ankündigung der Schufa bekannt, das Projekt CheckNow nicht mehr weiterzuverfolgen.